# 2011年屈塔希亚地震
2011年屈塔希亚地震（土耳其語：Kütahya depremi）发生于2011年5月19日20时15分24秒左右，震中位于土耳其西北部屈塔希亚希玛夫县（北纬39.149度，东经29.103度）。本次地震规模为Mw 5.8级，震源深度约7.0千米，最大烈度为VII度。屈塔希亚省周边数省、乃至伊斯坦布尔都有明显震感。本次地震共造成2人死亡，122人受伤。

## 发生过程

### 背景及前震
土耳其是地震多发国家。1999年，土耳其西北部地区曾连续发生两次大地震，造成约1.8万人死亡。自1999年以来，土耳其已发生过38次5级以上地震。2011年5月19日19时59分左右，土耳其屈塔希亚希玛夫县发生3.8级地震，属于本次地震的前震。

### 主震
2011年5月19日20时15分24秒左右，土耳其西北部屈塔希亚希玛夫县（北纬39.149度，东经29.103度）发生Mw 5.8级，震源深度约7.0千米，最大烈度为VII度。本次地震震源位于屈塔希亚西南部的一个向南北方向延伸的约80千米的内陆断层，属于一次正断层事件。

### 余震
主震发生10分钟后发生了本次地震的最大余震。最大余震发生于2011年5月19日20时25分32秒，地震规模为ML 4.6级。截止2011年5月20日，本次地震共造成余震450次以上。

## 影响
本次地震共造成2人死亡，122人受伤。其中有一位18岁的男子因被掉下的水泥块砸中头部死亡，另一位老人因地震引起的恐慌导致心脏病突发死亡。在地震发生后的头一日里，有79名受伤人员已被送往附近医院接受救治，只有1人伤势严重。